# Památný den sokolstva
Památný den sokolstva připadá na datum 8. října jako připomínka událostí roku 1941 – tohoto roku zastupující říšský protektor Reinhard Heydrich rozpustil Českou obec sokolskou a její majetek byl úředně zabaven. V noci ze 7. na 8. října 1941 při „sokolské akci“ gestapo zatklo všechny sokolské představitele z ústředí, žup i větších jednot. Byli mučeni, vězněni a deportováni do koncentračních táborů. Téměř 93 % vedoucích sokolských pracovníků se již na svá místa po skončení války nevrátilo. Během okupace bylo v koncentračních táborech popraveno a umučeno 3 387 sokolů a 8 223 se vrátilo s podlomeným zdravím.
V roce 2019 byl Vládou České republiky 8. říjen schválen Významným dnem České republiky jako Památný den sokolstva.